# Sabine Resch
Sabine Resch-Pilmes (* 21. Oktober 1966 in Weiskirchen) ist eine deutsche Kommunikationswissenschaftlerin und Journalistin. Sie ist die erste Professorin für Modejournalismus im deutschsprachigen Raum. Seit November 2020 ist sie Vorstandsmitglied im MedienCampus Bayern, dem Netzwerk der bayerischen Medienstudiengänge.

## Lebenslauf
Nach ihrem Abitur hat die im Saarland geborene Sabine Resch Modedesign an der Fachhochschule Bielefeld studiert. Ihr Volontariat hat sie bei der Tageszeitung tz in München absolviert.
Seit 1987 ist sie als Modejournalistin unter anderem für die VOGUE, die Süddeutsche Zeitung, die Abendzeitung, die tz und die Saarbrücker Zeitung tätig. Seit 2020 ist sie Studienleiterin für Modejournalismus/Medienkommunikation an der AMD Akademie Mode & Design in München. Sie lehrt an der AMD unter anderem Mode- und Magazinjournalismus, Modetheorie und Ästhetik. Darüber hinaus verantwortet sie Praxisprojekte wie crossmediale Magazinentwicklungen der von ihr initiierten AMD-Journalism Labs und erarbeitete Lehrstandards zur Modetheorie und zum akademischen Diskurs der Mode.
Seit 2019 ist Resch zur ersten Professorin für Modejournalismus in Deutschland ernannt worden. Ihre Schwerpunkte sind Modeanalyse und Storytelling.

## Bücher und Veröffentlichungen
Neben ihren journalistischen Veröffentlichungen war Resch für Fachbücher als Co-Autorin tätig. Im Journalismus-Lehrbuch „Special Interest“ aus der von Walther von La Roche gegründeten Reihe Journalistische Praxis im Verlag Springer VS hat sie den Beitrag über Modejournalismus verfasst.